# Margit Nagy-Sándor
Margit Nagy-Sándor   (Debrecen, 29 de maig de 1921 - Debrecen, 15 de gener de 2001) va ser una gimnasta artística hongaresa que va competir durant les dècades de 1930 i 1940.
El 1936 va prendre part en els Jocs Olímpics de Berlín, on guanyà la medalla de bronze en la competició del concurs complet per equips del programa de gimnàstica. El 1948, un cop finalitzada la Segona Guerra Mundial, va guanyar la medalla de plata en la competició del concurs complet per equips del programa de gimnàstica dels Jocs Olímpics de Londres.